# Ubald Kolařík
Ubald Kolařík (17. května 1886 Česká Skalice – 20. prosince 1970 Praha) byl generál zeměpisné služby a odborný spisovatel (vojenské dějiny a geografie).

## Život
Narodil se v České Skalici 17. května 1886, kde vychodil obecnou školu. Později vystudoval gymnázium v Hradci Králové, poté odešel do Prahy. Tam vystudoval filozofickou a přírodovědnou fakultu na Karlově Univerzitě (historie a zeměpis).
S 98. pěším plukem ve Vysokém Mýtě se účastnil 1. světové války a posléze bojů na obranu československého státu při zabezpečování hranic. Byl třikrát vážně zraněn. Byl mu udělen Československý válečný kříž za statečnost a bojové zásluhy. Stal se jedním ze zakladatelů Československého vojenského zeměpisného ústavu. S kolektivem spolupracovníků vytvořil mapy, které měly světovou úroveň. Psal i do mnoha časopisů a je autorem mnoha (několik desítek) článků o historii, geografii a přírodě, zabýval se i bojišti v České Skalici a okolí. Jeho velmi zajímavý článek Babiččino údolí očima Aloise Jiráska a Boženy Němcové vyšel v Turistickém věstníku v roce 1941.
V letech 1957–1960 byl předsedou České geografické společnosti.
Během 2. světové války aktivně participoval na ilegální činnosti odbojové skupiny Bílá Hora, zúčastnil se i Pražského květnového povstání 1945. O letních prázdninách pravidelně navštěvoval Českou Skalici, kde žilo mnoho jeho přátel a rodáků.
V roce 1960 byl po politickém procesu obviněn z velezrady a odsouzen na dvanáct let vězení. Odsouzeni byli i další obžalovaní, převážně z České Skalice. V roce 1962 se dostal na svobodu díky amnestii prezidenta republiky Antonína Novotného. Plně rehabilitován byl až po sametové revoluci posmrtně v roce 1991 u Okresního soudu v Hradci Králové.

## Důstojnické hodnosti
- 29. prosince 1928 major zeměpisné služby [4]
- 26. března 1931 podplukovník zeměpisné služby [4]
- 02. října 1945 plukovník zeměpisné služby [4]
- 18. října 1948 generál zeměpisné služby [4]

## Dílo
- Revoluce husitská. Historická epištola k českému vojákovi (1919)
- Vývoj vojenské geografie československé (1928)
- Česká Skalice (1424, 1758, 1866) (1934)
- Košickem po stopách pluku Aloise Jiráska (1935)
- Zeměpis použitý ve vojenství (1950)